# Euphonia fulvicrissa
Eufónia-de-crisso-fulvo ou gaturamo-de-crisso-canela (Euphonia fulvicrissa) é uma espécie de ave da família Fringillidae.
Pode ser encontrada nos seguintes países: Colômbia, Equador e Panamá.
Os seus habitats naturais são: florestas subtropicais ou tropicais húmidas de baixa altitude e florestas secundárias altamente degradadas.